# Schneewinkelkopf
Schneewinkelkopf to szczyt w grupie Glocknergruppe, w Wysokich Taurach we Wschodnich Alpach. Leży na granicy dwóch austriackich krajów związkowych: Tyrolu (dokładnie Tyrol Wschodni) i Karyntii.
Pierwszego wejścia, 14 września 1869 r., dokonali Johann Stüdl, Karl Hofmann, Thomas Groder i Josef Schnell.